# Orthopia
L'orthopia, en grec ancien όρθόπεία, est la science de l'usage correct des mots, un domaine favori des philosophes grecs présocratiques Prodicos de Céos et de Protagoras.